# Zífid comú
El zífid o zifi comú, zífid o zifi de Cuvier, balena amb bec de Cuvier o balena de Cuvier (Ziphius cavirostris) és l'únic representant de la família dels zífids que és habitual a les costes dels Països Catalans.

## Descripció
- Es tracta d'un animal de silueta robusta i cap acabat en bec que assoleix d'adult una grandària d'uns 6 m.
- No presenta dimorfisme sexual.
- La pell, sovint, es troba coberta d'unes marques allargades més clares que semblen cicatrius però que es troben ja en els nounats.
- Els exemplars de l'Atlàntic tenen un color blau gris i els individus joves són més clars que els adults.
- El cap és, gairebé sempre, totalment blanc (especialment en els mascles més vells) i tenen taques fosques al voltant de l'ull.[3][4]

## Reproducció
Poc se sap sobre la seva reproducció. La talla de maduresa sexual és d'uns 5,5 m per a ambdós sexes. La duració de la gestació és probablement de prop d'un any, i la mida dels nounats, d'uns 2,70 m. No sembla que la reproducció segueixi una pauta estacional. La longevitat de l'espècie se situa probablement cap als 40 anys.

## Alimentació
La seva dieta es basa primordialment en cefalòpodes mesopelàgics o bentònics que es troben a una gran fondària i crancs, raó per la qual se suposa que el zífid de Cuvier és un bon capbussador. De fet, s'han enregistrat immersions d'aquesta espècie de més de 30 minuts.

## Hàbitat
Dintre dels seus límits de distribució, el zífid de Cuvier ocupa sempre àrees allunyades de la costa, i se'l troba preferentment en zones amb fondàries superiors als 1.000 m.

## Distribució geogràfica
El zífid comú és cosmopolita. Es coneixen registres de la seva presència en tots els oceans de la Terra, tant en les latituds subpolars com en les tropicals. A l'Atlàntic Nord l'espècie ha estat freqüentment citada a les costes d'Europa i de l'Àfrica del Nord fins a la latitud del Senegal. Al Mediterrani, la seva presència està ben documentada per nombrosos avaraments i cites en alta mar, tant a la part occidental com a l'oriental.
A les costes catalanes el zífid comú sembla que és un cetaci prou comú, i els avaraments d'exemplars d'aquesta espècie al litoral català han estat relativament freqüents. A finals de març de 1970 va ser trobat un exemplar moribund en una platja de Badalona, sent traslladat al zoo de Barcelona per al seu estudi, on va morir un dia després. Filella va descriure l'aparició d'una femella en avançat estat de gestació a la platja de Barcelona el març de 1973; el fetus feia 1,43 m de llargada, la qual cosa fa suposar que el naixement no era llunyà.

## Costums
El zífid comú és un animal de comportament molt tímid vers l'ésser humà. Aquest fet, afegit a la seva distribució fortament pelàgica, fa que el nombre d'observacions d'exemplars vius en llibertat sigui molt limitat, i que sovint es tracti només de registres puntuals en els quals l'observació no ha durat més d'uns quants segons. Per aquesta raó, el comportament i molts trets de la biologia d'aquesta espècie són molt desconeguts.
En general viu en grups que no excedeixen els 5-6 individus, però tampoc són rars els exemplars que naveguen en solitari. Els avaraments massius d'aquesta espècie són poc freqüents, però al nord de la Costa Brava en tingué lloc un l'abril de 1982, quan 5 zífids de Cuvier van avarar simultàniament en diferents indrets al llarg d'un tram de costa de prop d'uns 30 km: un individu al Port de la Selva, un al Cap Norfeu, dos a Roses i un a l'Escala. Els animals no presentaven lesions o ferides externes que poguessin indicar algun tipus d'agressió, i les causes que van produir aquest avarament simultani no es van poder esbrinar mai.

## Longevitat
Pot arribar a viure 35 anys.

## Estat de conservació
El zífid comú està protegit pel Conveni de Berna (annex III) i es troba catalogat dintre de l'apèndix II del CITES. A banda d'ocasionals captures incidentals en xarxes d'arrossegament i de deriva, i dels 20 exemplars que són capturats cada any per baleners japonesos, l'espècie no sembla presentar problemes específics de conservació.